# São Bento do Ameixial
São Bento do Ameixial ist ein portugiesischer Ort und eine ehemalige Gemeinde (Freguesia) im Kreis (Concelho) von Estremoz mit 334 Einwohnern (Stand 30. Juni 2011).
Am 29. September 2013 wurden die Gemeinden São Bento do Ameixial und Santa Vitória do Ameixial zur neuen Gemeinde União das Freguesias do Ameixial (Santa Vitória e São Bento) zusammengeschlossen.

## Geschichte
Erstmals erwähnt wurde São Bento do Ameixial im Jahr 1258. Bis ins 16. Jahrhundert war es Teil der Gemeinde Santa Maria (Estremoz) und trug die Bezeichnung São Bento da Aldeia do Penedo. Seither ist es eine eigenständige Gemeinde im Kreis Estremoz.

## Verwaltung

### Die Gemeinde
São Bento do Ameixial ist Sitz einer gleichnamigen Gemeinde (Freguesia). Die folgenden Ortschaften liegen in der Gemeinde:
- Montes Novos
- São Bento do Ameixial
- Venda da Porca

### Bevölkerungsentwicklung
| 1981 | 1991 | 2001 | 2011 |
| ---- | ---- | ---- | ---- |
| 599  | 545  | 390  | 335  |

## Verkehr
Die Nationalstraße N4 führt in die nahegelegene Kreisstadt Estremoz und ihren Anschluss an die Autobahn A6. Die Kreisstraße nach Estremoz führt zudem an die Nationalstraße N245 nach Sousel.
Der öffentliche Nahverkehr des Ortes wird von einer Linie der Rodoviária do Alentejo bedient, einem Unternehmen der Barraqueiro-Gruppe. Morgens fährt der Bus hier einmal Richtung Estremoz, und einmal am Abend in Gegenrichtung. Mittwochs und freitags fährt zusätzlich mittags ein Bus von Estremoz nach São Bento do Ameixial.